# Nor Kyank (Ararat)
Pour l’article homonyme, voir Nor Kyank (Shirak).
Nor Kyank (en arménien Նոր Կյանք) est une communauté rurale du marz d'Ararat en Arménie. En 2008, elle compte 2 861 habitants.